# Alessandra di Sassonia-Coburgo-Gotha
Alessandra di Sassonia-Coburgo-Gotha (Alexandra Louise Olga Victoria; castello di Rosenau, 1º settembre 1878 – Schwäbisch Hall, 16 aprile 1942) era la quartogenita e terza figlia femmina di Alfredo, Duca di Edimburgo e della Granduchessa Marija Aleksandrovna di Russia. Era una nipote della Regina Vittoria del Regno Unito nonché dello Zar Alessandro II di Russia.

## Biografia

### Infanzia

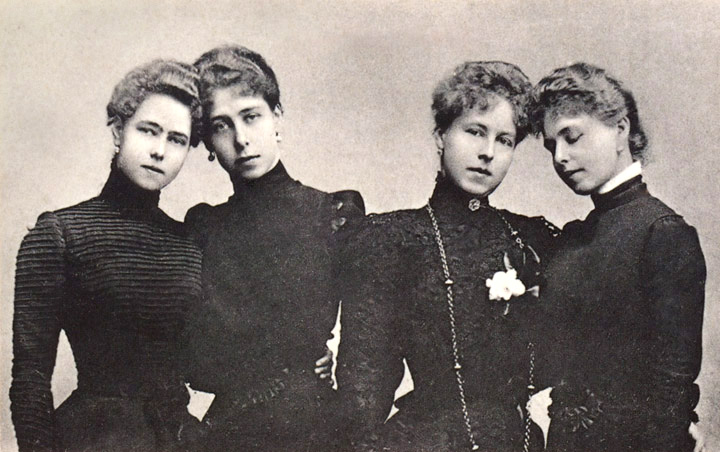
La Principessa Alessandra con le sue tre sorelle. Da sinistra a destra, la principessa Beatrice, la principessa Vittoria Melita, la principessa Alessandra e la principessa Maria

Alessandra nacque il 1º settembre 1878 al Castello di Rosenau a Coburgo. Suo padre era il principe Alfredo, duca di Edimburgo, il secondo figlio maschio della regina Vittoria e del principe Alberto. Sua madre era la granduchessa Marija Aleksandrovna di Russia, una figlia di Alessandro II di Russia e Maria d'Assia e del Reno.
La giovane Principessa fu battezzata il 2 ottobre 1878 al Palazzo di Edimburgo a Coburgo, presumibilmente dal cappellano di sua madre. I suoi padrini includevano lo zio materno il granduca AlAleksej Aleksandrovič di Russia.
Soprannominata "Sandra" dalla famiglia, Alessandra trascorse la sua infanzia prima in Inghilterra e tra il 1886 e il 1889 a Malta, dove suo padre prestava servizio nella Royal Navy. Nel 1889 la famiglia si trasferì a Coburgo, in Germania poiché suo padre, Alfredo, era erede apparente del ducato di Sassonia-Coburgo-Gotha.
Nel 1893, il suo prozio, Ernesto II, duca di Sassonia-Coburgo e Gotha (fratello di suo nonno paterno, il principe Alberto) morì senza eredi. Dal momento che Alberto era morto e suo zio, Alberto Edoardo, principe di Galles, aveva rinunciato ai suoi diritti sul trono ducale di Sassonia-Coburgo-Gotha, il ducato vacante passò al padre di Alessandra, il Duca di Edimburgo. Da quel momento la principessa Alessandra fu sia una principessa britannica sia una principessa di Sassonia-Coburgo-Gotha. Durante tutta la sua vita, Alessandra fu generalmente messa in ombra dalle sue due sorelle maggiori, Maria e Vittoria. Alessandra, meno bella e più sottomessa delle sue sorelle, era semplice, tranquilla e non così brillante.

### Matrimonio

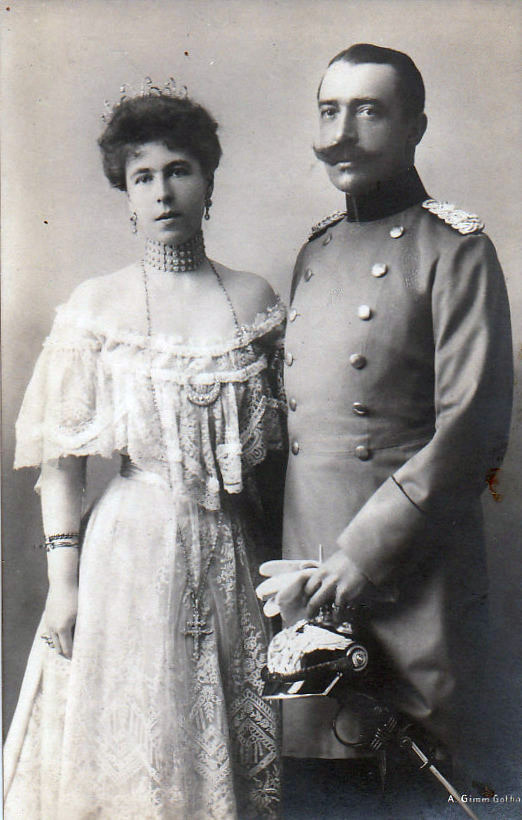
La principessa Alessandra e suo marito Ernesto II, principe di Hohenlohe-Langenburg.

Durante gli anni formativi di Alessandra, suo padre era impegnato con la sua carriera nella Marina Militare e successivamente come sovrano a Coburgo; prestava, quindi, poca attenzione alla sua famiglia. Fu la madre di Alessandra ad essere la presenza dominante nella vita dei loro figli. La Duchessa riteneva di far sposare le sue figlie da giovani, prima che cominciassero a pensare da sole. Alla fine del 1895, combinò il fidanzamento di Alessandra con il principe Ernesto II di Hohenlohe-Langenburg (13 settembre 1863 – 11 dicembre 1950). La nonna di Alessandra, la regina Vittoria, si lamentò che fosse troppo giovane. Il padre di Alessandra contestò lo status del suo futuro genero. Il Casato di Hohenlohe-Langenburg era mediatizzato - un'ex famiglia regnante che aveva ceduto i propri diritti sovrani ad altri sebbene (in teoria) si riteneva la loro nascita da eguali. Non fu considerata una unione brillante, ma erano anche parenti. Ernesto era un nipote della principessa Fedora di Leiningen, sorellastra della regina Vittoria.
Il matrimonio ebbe luogo il 20 aprile 1896 a Coburgo in Germania. Insieme, ebbero cinque figli.

### Ultimi anni e morte
Alessandra visse per il resto della sua vita in Germania. Alla morte di suo padre nel 1900, il marito di Alessandra fu nominato reggente del Ducato di Sassonia-Coburgo durante la minore età del nuovo Duca. Alfredo, l'unico fratello di Alessandra, era morto nel 1899. Durante la I Guerra Mondiale, lavorò come infermiera per la croce rossa. Nel febbraio 1916 sua figlia maggiore sposò a Coburgo il principe Federico di Glucksburg e diventò nonna quando il primo figlio della coppia, il principe Hans di Glucksburg nacque nel maggio 1917. Al suo trentacinquesimo anniversario di nozze nel mese di aprile 1931, suo figlio Goffredo sposò la principessa Margherita di Grecia e Danimarca. Negli anni precedenti II Guerra Mondiale, Alessandra fu uno dei primi sostenitori del Partito Nazista, a cui aderì il 1º maggio 1937, insieme a diversi dei suoi figli. Morì a Schwäbisch Hall nel Baden-Württemberg in Germania nel 1942.
Suo figlio maggiore, Goffredo, VIII principe di Hohenlohe-Langenburg, fu nominato in modo sgradevole come parte convenuta per la tutela di Gloria Vanderbilt ("Little Gloria") tra la madre Gloria Laura Mercedes Morgan (1904–1965) e la zia della bambina, Gertrude Vanderbilt Whitney.

## Discendenza
La principessa Alessandra ed Ernesto II, principe di Hohenlohe-Langenburg ebbero cinque figli:
- Principe Goffredo, VIII Principe di Hohenlohe-Langenburg (24 marzo 1897 – 11 maggio 1960); sposò la Principessa Margherita di Grecia e Danimarca ebbe figli;
- Principessa Maria Melita di Hohenlohe-Langenburg (18 gennaio 1899 – 8 novembre 1967);
- Principessa Alessandra di Hohenlohe-Langenburg (2 aprile 1901 – 26 ottobre 1963);
- Principessa Irma di Hohenlohe-Langenburg (4 luglio 1902 – 8 marzo 1986);
- Principe Alfredo di Hohenlohe-Langenburg (16 aprile 1911 – 18 aprile 1911).

## Titoli, trattamento, onorificenze e stemma

### Titoli e trattamento
- 1º settembre 1878 – 23 agosto 1893: Sua Altezza Reale, la principessa Alessandra di Edimburgo, principessa del Regno Unito di Gran Bretagna ed Irlanda, principessa di Sassonia-Coburgo e Gotha, duchessa di Sassonia
- 23 agosto 1893 - 20 aprile 1896: Sua Altezza Reale, la principessa Alessandra di Sassonia-Coburgo e Gotha
- 20 aprile 1896 – 9 marzo 1913: Sua Altezza Reale, la Principessa ereditaria di Hohenlohe-Langenburg
- 9 marzo 1913 – 16 aprile 1942: Sua Altezza Reale, la Principessa di Hohenlohe-Langenburg

### Stemma
Lo stemma personale di Alessandra era quello del Regno Unito, con uno scudo interno per la Sassonia, il tutto differenziato, in quanto nipote in linea maschile di un monarca, con un nastro d'argento a cinque punte, quella centrale con una croce rossa, il paio centrale con ancore azzurre e le restanti esterne con fiordalisi azzurri. Nel 1917, con decreto reale di Giorgio V, lo scudo centrale venne rimosso.

## Ascendenza
|                                      |                    |                                       | Genitori                                        |  |  | Nonni |  |  | Bisnonni                            |  |  | Trisnonni                                       |  |
|                                      |                    |                                       |                                                 |  |  |       |  |  | Ernesto I di Sassonia-Coburgo-Gotha |  |  | Francesco Federico di Sassonia-Coburgo-Saalfeld |  |
|                                      |                    |                                       |                                                 |  |  |       |  |  | Ernesto I di Sassonia-Coburgo-Gotha |  |  | Francesco Federico di Sassonia-Coburgo-Saalfeld |  |
|                                      |                    | Augusta di Reuss-Ebersdorf            |                                                 |  |  |       |  |  | Ernesto I di Sassonia-Coburgo-Gotha |  |  |                                                 |  |
| Alberto di Sassonia-Coburgo-Gotha    |                    |                                       |                                                 |  |  |       |  |  | Ernesto I di Sassonia-Coburgo-Gotha |  |  |                                                 |  |
|                                      |                    | Luisa di Sassonia-Gotha-Altenburg     | Augusto di Sassonia-Gotha-Altenburg             |  |  |       |  |  |                                     |  |  |                                                 |  |
|                                      |                    | Luisa di Sassonia-Gotha-Altenburg     | Augusto di Sassonia-Gotha-Altenburg             |  |  |       |  |  |                                     |  |  |                                                 |  |
|                                      |                    | Luisa di Sassonia-Gotha-Altenburg     | Luisa Carlotta di Meclemburgo-Schwerin          |  |  |       |  |  |                                     |  |  |                                                 |  |
| Alfredo di Sassonia-Coburgo-Gotha    |                    | Luisa di Sassonia-Gotha-Altenburg     |                                                 |  |  |       |  |  |                                     |  |  |                                                 |  |
|                                      |                    | Edoardo Augusto di Hannover           | Giorgio III del Regno Unito                     |  |  |       |  |  |                                     |  |  |                                                 |  |
|                                      |                    | Edoardo Augusto di Hannover           | Giorgio III del Regno Unito                     |  |  |       |  |  |                                     |  |  |                                                 |  |
|                                      |                    | Edoardo Augusto di Hannover           | Carlotta di Meclemburgo-Strelitz                |  |  |       |  |  |                                     |  |  |                                                 |  |
| Vittoria del Regno Unito             |                    | Edoardo Augusto di Hannover           |                                                 |  |  |       |  |  |                                     |  |  |                                                 |  |
|                                      |                    | Vittoria di Sassonia-Coburgo-Saalfeld | Francesco Federico di Sassonia-Coburgo-Saalfeld |  |  |       |  |  |                                     |  |  |                                                 |  |
|                                      |                    | Vittoria di Sassonia-Coburgo-Saalfeld | Francesco Federico di Sassonia-Coburgo-Saalfeld |  |  |       |  |  |                                     |  |  |                                                 |  |
|                                      |                    | Vittoria di Sassonia-Coburgo-Saalfeld | Augusta di Reuss-Ebersdorf                      |  |  |       |  |  |                                     |  |  |                                                 |  |
| Alessandra di Sassonia-Coburgo-Gotha |                    | Vittoria di Sassonia-Coburgo-Saalfeld |                                                 |  |  |       |  |  |                                     |  |  |                                                 |  |
|                                      | Nicola I di Russia | Paolo I di Russia                     |                                                 |  |  |       |  |  |                                     |  |  |                                                 |  |
|                                      | Nicola I di Russia | Paolo I di Russia                     |                                                 |  |  |       |  |  |                                     |  |  |                                                 |  |
|                                      | Nicola I di Russia | Sofia Dorotea di Württemberg          |                                                 |  |  |       |  |  |                                     |  |  |                                                 |  |
| Alessandro II di Russia              | Nicola I di Russia |                                       |                                                 |  |  |       |  |  |                                     |  |  |                                                 |  |
|                                      |                    | Carlotta di Prussia                   | Federico Guglielmo III di Prussia               |  |  |       |  |  |                                     |  |  |                                                 |  |
|                                      |                    | Carlotta di Prussia                   | Federico Guglielmo III di Prussia               |  |  |       |  |  |                                     |  |  |                                                 |  |
|                                      |                    | Carlotta di Prussia                   | Luisa di Meclemburgo-Strelitz                   |  |  |       |  |  |                                     |  |  |                                                 |  |
| Marija Aleksandrovna Romanova        |                    | Carlotta di Prussia                   |                                                 |  |  |       |  |  |                                     |  |  |                                                 |  |
|                                      |                    | Luigi II d'Assia                      | Luigi I d'Assia                                 |  |  |       |  |  |                                     |  |  |                                                 |  |
|                                      |                    | Luigi II d'Assia                      | Luigi I d'Assia                                 |  |  |       |  |  |                                     |  |  |                                                 |  |
|                                      |                    | Luigi II d'Assia                      | Luisa d'Assia-Darmstadt                         |  |  |       |  |  |                                     |  |  |                                                 |  |
| Maria Massimiliana d'Assia-Darmstadt |                    | Luigi II d'Assia                      |                                                 |  |  |       |  |  |                                     |  |  |                                                 |  |
|                                      |                    | Guglielmina di Baden                  | Carlo Luigi di Baden                            |  |  |       |  |  |                                     |  |  |                                                 |  |
|                                      |                    | Guglielmina di Baden                  | Carlo Luigi di Baden                            |  |  |       |  |  |                                     |  |  |                                                 |  |
|                                      |                    | Guglielmina di Baden                  | Amalia d'Assia-Darmstadt                        |  |  |       |  |  |                                     |  |  |                                                 |  |
|                                      |                    | Guglielmina di Baden                  |                                                 |  |  |       |  |  |                                     |  |  |                                                 |  |